# Адміністративний устрій Старобешівського району
Адміністративний устрій Старобешівського району — адміністративно-територіальний поділ Старобешівського району Донецької області на 1 міську раду, 2 селищні ради та 11 сільських рад, які об'єднують 60 населених пунктів та підпорядковані Старобешівській районній раді. Адміністративний центр — місто Комсомольське.

## Список радСтаробешівського району
| №  | Назва                           | Центр              | Населені пункти | Площа км² | Місце за площею | Населення (2001), чол. | Місце за населенням |
| -- | ------------------------------- | ------------------ | --- | --------- | --------------- | ---------------------- | ------------------- |
| 1  | Комсомольська міська рада       | м. Комсомольське   | м. Комсомольське |           |                 |                        |                     |
| 2  | Новосвітська селищна рада       | смт Новий Світ     | смт Новий Світ |           |                 |                        |                     |
| 3  | Старобешівська селищна рада     | смт Старобешеве    | смт Старобешеве |           |                 |                        |                     |
| 4  | Комунарівська сільська рада     | с. Комунарівка     | с. Комунарівка с. Кам'янка с. Піщане                                                                                   |           |                 |                        |                     |
| 5  | Кумачівська сільська рада       | с. Кумачове        | с. Кумачове с. Берестове с. Вишневе с. Глинка с. Культура с. Лужки с. Побєда с. Світлий Луч с. Шевченко                |           |                 |                        |                     |
| 6  | Мар'янівська сільська рада      | с. Мар'янівка      | с. Мар'янівка с-ще Калініна с-ще Кірове с-ще Менчугове с. Новобешеве с. Новоселівка с. Обільне с. Придорожнє           |           |                 |                        |                     |
| 7  | Новозар'ївська сільська рада    | с. Новозар'ївка    | с. Новозар'ївка с. Андріївка с-ще Бурне с. Веселе с. Войкове с. Воровське с. Зелене с. Кам'янка с-ще Колоски с. Широке |           |                 |                        |                     |
| 8  | Новокатеринівська сільська рада | с. Новокатеринівка | с. Новокатеринівка с. Берегове с. Ленінське с. Прохорівське с. Ребрикове с-ще Строїтель с. Шевченко с. Шмідта          |           |                 |                        |                     |
| 9  | Олександрівська сільська рада   | с. Олександрівка   | с. Олександрівка с. Андріївка с. Вознесенка с. Горбатенко с. Світле с. Чумаки                                          |           |                 |                        |                     |
| 10 | Осиківська сільська рада        | с. Осикове         | с. Осикове |           |                 |                        |                     |
| 11 | Петрівська сільська рада        | с. Петрівське      | с. Петрівське с-ще Зернове с-ще Кипуча Криниця с. Підгірне с-ще Родникове                                              |           |                 |                        |                     |
| 12 | Роздольненська сільська рада    | с. Роздольне       | с. Роздольне с. Василівка                                                                                              |           |                 |                        |                     |
| 13 | Сонцевська сільська рада        | с. Сонцеве         | с. Сонцеве с. Краснопілля с. Новомихайлівка                                                                            |           |                 |                        |                     |
| 14 | Стильська сільська рада         | с. Стила           | с. Стила с. Петрівське                                                                                                 |           |                 |                        |                     |